# Потерянный принц
«Потерянный принц» (англ. The Lost Prince) — британский фильм, рассказывающий о жизни принца Джона — младшего сына Георга V и королевы Марии, умершего от эпилепсии в возрасте тринадцати лет в 1919 году. Фильм получил премию «Эмми» в сентябре 2005 года.

## Сюжет
Принц Джон страдает эпилепсией и аутизмом. Королевская семья всячески скрывает это от общественности. Единственный по-настоящему преданный принцу человек — его няня Шарлотта Билл. В фильме подробно показываются взаимоотношения Джона с семьёй, а также политические события, происходящие в то время (в частности, судьба российской императорской семьи).

## Награды
Фильм был хорошо воспринят критиками. В 2005 году он завоевал премию «Эмми» за лучший сериал, а кроме того Миранда Ричардсон была номинирована на премию «Золотой глобус» за роль королевы Марии.

## В главных ролях
- Дэниел Уильямс/Мэтью Джеймс Томас — принц Джон
- Том Холландер — король Георг V
- Миранда Ричардсон — королева Мария
- Джина Макки — Шарлотта Билл
- Майкл Гэмбон — король Эдуард VII
- Биби Андерссон — королева Александра
- Фрэнк Финлей — Г. Г. Асквит

## В эпизодах
- Билл Найи — лорд Стэмфордхэм
- Дэвид Вестхэд — Фред
- Джон Сешнс — Ханселл
- Ингеборга Дапкунайте — Александра Фёдоровна
- Фрита Гуди